# 1964年のワールドシリーズ
1964年の野球において、メジャーリーグベースボール（MLB）優勝決定戦の第61回ワールドシリーズ（英語: 61st World Series）は、10月7日から15日にかけて計7試合が開催された。その結果、セントルイス・カージナルス（ナショナルリーグ）がニューヨーク・ヤンキース（アメリカンリーグ）を4勝3敗で下し、18年ぶり7回目の優勝を果たした。
両球団の対戦は1943年以来21年ぶり5度目。今シリーズでは、ヤンキースのミッキー・マントルが3本塁打を放った。そのうち第3戦9回裏のソロ本塁打は、シリーズ史上4年ぶり5本目のサヨナラ本塁打であり、マントルにとってはベーブ・ルースの最多記録を更新するシリーズ通算16本目の本塁打でもあった。また第7戦6回表の3点本塁打では、マントルは自身のシリーズ通算打点を40に伸ばし、こちらもヨギ・ベラの最多記録を塗り替えた。しかしカージナルスは第7戦、マントルの本塁打で追い上げられたもののリードを守って逃げ切り、優勝を果たした。シリーズMVPには、第5戦と最終第7戦ともに完投勝利を挙げるなど、3試合27.0イニングで2勝1敗・防御率3.00という成績を残したカージナルスのボブ・ギブソンが選出された。
ヤンキースは、1947年から1964年までの18年間でワールドシリーズ出場15度・優勝10度という黄金期にあった。しかし、アフリカ系アメリカ人選手の獲得に消極的だったことや、マントルら主力選手の衰えを補う若手選手の育成を怠ったことで、今シリーズ終了後は低迷期に入っていく。デイヴィッド・ハルバースタムは、今シリーズを時代の転換点ととらえ、ノンフィクション作品『さらばヤンキース―運命のワールドシリーズ』（原題：October 1964）を書き上げている。

## 試合結果
1964年のワールドシリーズは10月7日に開幕し、途中に移動日を挟んで9日間で7試合が行われた。日程・結果は以下の通り。
| 日付                                                       | 試合  | ビジター球団（先攻）       | スコア | ホーム球団（後攻）         | 開催球場             | 開催球場                                 |
| ---------------------------------------------------------- | ----- | -------------------------- | ------ | -------------------------- | -------------------- | ---------------------------------------- |
| 10月07日（水）                                             | 第1戦 | ニューヨーク・ヤンキース   | 5－9   | セントルイス・カージナルス | ブッシュ・スタジアム | ブッシュ・スタジアムヤンキー・スタジアム |
| 10月08日（木）                                             | 第2戦 | ニューヨーク・ヤンキース   | 8－3   | セントルイス・カージナルス | ブッシュ・スタジアム | ブッシュ・スタジアムヤンキー・スタジアム |
| 10月09日（金）                                             |       | 移動日                     | 移動日 | 移動日                     |                      | ブッシュ・スタジアムヤンキー・スタジアム |
| 10月10日（土）                                             | 第3戦 | セントルイス・カージナルス | 1－2x  | ニューヨーク・ヤンキース   | ヤンキー・スタジアム | ブッシュ・スタジアムヤンキー・スタジアム |
| 10月11日（日）                                             | 第4戦 | セントルイス・カージナルス | 4－3   | ニューヨーク・ヤンキース   | ヤンキー・スタジアム | ブッシュ・スタジアムヤンキー・スタジアム |
| 10月12日（月）                                             | 第5戦 | セントルイス・カージナルス | 5－2   | ニューヨーク・ヤンキース   | ヤンキー・スタジアム | ブッシュ・スタジアムヤンキー・スタジアム |
| 10月13日（火）                                             |       | 移動日                     | 移動日 | 移動日                     |                      | ブッシュ・スタジアムヤンキー・スタジアム |
| 10月14日（水）                                             | 第6戦 | ニューヨーク・ヤンキース   | 8－3   | セントルイス・カージナルス | ブッシュ・スタジアム | ブッシュ・スタジアムヤンキー・スタジアム |
| 10月15日（木）                                             | 第7戦 | ニューヨーク・ヤンキース   | 5－7   | セントルイス・カージナルス | ブッシュ・スタジアム | ブッシュ・スタジアムヤンキー・スタジアム |
| 優勝：セントルイス・カージナルス（4勝3敗 / 18年ぶり7度目） |       |                            |        |                            |                      | ブッシュ・スタジアムヤンキー・スタジアム |

### 第1戦 10月7日
- ブッシュ・スタジアム（ミズーリ州セントルイス）

|                            | 1 | 2 | 3 | 4 | 5 | 6 | 7 | 8 | 9 | R | H  | E |
| -------------------------- | - | - | - | - | - | - | - | - | - | - | -- | - |
| ニューヨーク・ヤンキース   | 0 | 3 | 0 | 0 | 1 | 0 | 0 | 1 | 0 | 5 | 12 | 2 |
| セントルイス・カージナルス | 1 | 1 | 0 | 0 | 0 | 4 | 0 | 3 | X | 9 | 12 | 0 |

1. 勝利：レイ・サデッキー（1勝）
2. セーブ：バーニー・シュルツ（1S）[注 3]
3. 敗戦：ホワイティー・フォード（1敗）
4. 本塁打
NYY：トム・トレッシュ1号2ラン
STL：マイク・シャノン1号2ラン
5. 審判
［球審］フランク・セコリー（NL）
［塁審］一塁: ビル・マッキンリー（AL）、二塁: ケン・バークハート（NL）、三塁: ハンク・ソアー（AL）
［外審］左翼: ビニー・スミス（NL）、右翼: アル・スミス（AL）
6. 試合時間: 2時間42分  観客: 3万805人
詳細: MLB.com Gameday / Baseball-Reference.com

| ニューヨーク・ヤンキース | ニューヨーク・ヤンキース | ニューヨーク・ヤンキース | ニューヨーク・ヤンキース | ニューヨーク・ヤンキース                                                                                  | セントルイス・カージナルス | セントルイス・カージナルス | セントルイス・カージナルス | セントルイス・カージナルス | セントルイス・カージナルス                                                                                    |
| ------------------------ | ------------------------ | ------------------------ | ------------------------ | --- | -------------------------- | -------------------------- | -------------------------- | -------------------------- | --- |
| 打順                     | 守備                     | 選手                     | 打席                     | W・フォードE・ハワードJ・ペピトーンB・リチャードソンC・ボイヤーP・リンツT・トレッシュR・マリスM・マントル | 打順                       | 守備                       | 選手                       | 打席                       | R・サデッキーT・マッカーバーB・ホワイトD・マックスビルK・ボイヤーD・グロートL・ブロックC・フラッドM・シャノン |
| 1                        | 遊                       | P・リンツ                | 右                       | W・フォードE・ハワードJ・ペピトーンB・リチャードソンC・ボイヤーP・リンツT・トレッシュR・マリスM・マントル | 1                          | 中                         | C・フラッド                | 右                         | R・サデッキーT・マッカーバーB・ホワイトD・マックスビルK・ボイヤーD・グロートL・ブロックC・フラッドM・シャノン |
| 2                        | 二                       | B・リチャードソン        | 右                       | W・フォードE・ハワードJ・ペピトーンB・リチャードソンC・ボイヤーP・リンツT・トレッシュR・マリスM・マントル | 2                          | 左                         | L・ブロック                | 左                         | R・サデッキーT・マッカーバーB・ホワイトD・マックスビルK・ボイヤーD・グロートL・ブロックC・フラッドM・シャノン |
| 3                        | 中                       | R・マリス                | 左                       | W・フォードE・ハワードJ・ペピトーンB・リチャードソンC・ボイヤーP・リンツT・トレッシュR・マリスM・マントル | 3                          | 遊                         | D・グロート                | 右                         | R・サデッキーT・マッカーバーB・ホワイトD・マックスビルK・ボイヤーD・グロートL・ブロックC・フラッドM・シャノン |
| 4                        | 右                       | M・マントル              | 両                       | W・フォードE・ハワードJ・ペピトーンB・リチャードソンC・ボイヤーP・リンツT・トレッシュR・マリスM・マントル | 4                          | 三                         | K・ボイヤー                | 右                         | R・サデッキーT・マッカーバーB・ホワイトD・マックスビルK・ボイヤーD・グロートL・ブロックC・フラッドM・シャノン |
| 5                        | 捕                       | E・ハワード              | 右                       | W・フォードE・ハワードJ・ペピトーンB・リチャードソンC・ボイヤーP・リンツT・トレッシュR・マリスM・マントル | 5                          | 一                         | B・ホワイト                | 左                         | R・サデッキーT・マッカーバーB・ホワイトD・マックスビルK・ボイヤーD・グロートL・ブロックC・フラッドM・シャノン |
| 6                        | 左                       | T・トレッシュ            | 両                       | W・フォードE・ハワードJ・ペピトーンB・リチャードソンC・ボイヤーP・リンツT・トレッシュR・マリスM・マントル | 6                          | 右                         | M・シャノン                | 右                         | R・サデッキーT・マッカーバーB・ホワイトD・マックスビルK・ボイヤーD・グロートL・ブロックC・フラッドM・シャノン |
| 7                        | 一                       | J・ペピトーン            | 左                       | W・フォードE・ハワードJ・ペピトーンB・リチャードソンC・ボイヤーP・リンツT・トレッシュR・マリスM・マントル | 7                          | 捕                         | T・マッカーバー            | 左                         | R・サデッキーT・マッカーバーB・ホワイトD・マックスビルK・ボイヤーD・グロートL・ブロックC・フラッドM・シャノン |
| 8                        | 三                       | C・ボイヤー              | 右                       | W・フォードE・ハワードJ・ペピトーンB・リチャードソンC・ボイヤーP・リンツT・トレッシュR・マリスM・マントル | 8                          | 二                         | D・マックスビル            | 右                         | R・サデッキーT・マッカーバーB・ホワイトD・マックスビルK・ボイヤーD・グロートL・ブロックC・フラッドM・シャノン |
| 9                        | 投                       | W・フォード              | 左                       | W・フォードE・ハワードJ・ペピトーンB・リチャードソンC・ボイヤーP・リンツT・トレッシュR・マリスM・マントル | 9                          | 投                         | R・サデッキー              | 左                         | R・サデッキーT・マッカーバーB・ホワイトD・マックスビルK・ボイヤーD・グロートL・ブロックC・フラッドM・シャノン |
| 先発投手                 | 先発投手                 | 先発投手                 | 投球                     | W・フォードE・ハワードJ・ペピトーンB・リチャードソンC・ボイヤーP・リンツT・トレッシュR・マリスM・マントル | 先発投手                   | 先発投手                   | 先発投手                   | 投球                       | R・サデッキーT・マッカーバーB・ホワイトD・マックスビルK・ボイヤーD・グロートL・ブロックC・フラッドM・シャノン |
| W・フォード              | W・フォード              | W・フォード              | 左                       | W・フォードE・ハワードJ・ペピトーンB・リチャードソンC・ボイヤーP・リンツT・トレッシュR・マリスM・マントル | R・サデッキー              | R・サデッキー              | R・サデッキー              | 左                         | R・サデッキーT・マッカーバーB・ホワイトD・マックスビルK・ボイヤーD・グロートL・ブロックC・フラッドM・シャノン |

初回にカージナルスが先制するも、2回にヤンキースが5安打で3点を奪って逆転する。しかし、カージナルスは6回にマイク・シャノンの2点本塁打で同点にし、さらにティム・マッカーバーの二塁打で、ヤンキース先発のホワイティー・フォードを降板に追い込む。その後もカージナルスは、リリーフしたアル・ダウニングを攻めてこの回2点を勝ち越した。カージナルス先発レイ・サデッキーが6回4失点で勝利投手となった。フォードはこの試合で肩痛を発症し、以後のシリーズを全休することとなる。

### 第2戦 10月8日
- ブッシュ・スタジアム（ミズーリ州セントルイス）

|                            | 1 | 2 | 3 | 4 | 5 | 6 | 7 | 8 | 9 | R | H  | E |
| -------------------------- | - | - | - | - | - | - | - | - | - | - | -- | - |
| ニューヨーク・ヤンキース   | 0 | 0 | 0 | 1 | 0 | 1 | 2 | 0 | 4 | 8 | 12 | 0 |
| セントルイス・カージナルス | 0 | 0 | 1 | 0 | 0 | 0 | 0 | 1 | 1 | 3 | 7  | 0 |

1. 勝利：メル・ストットルマイヤー（1勝）
2. 敗戦：ボブ・ギブソン（1敗）
3. 本塁打
NYY：フィル・リンツ1号ソロ
4. 審判
［球審］ビル・マッキンリー（AL）
［塁審］一塁: ケン・バークハート（NL）、二塁: ハンク・ソアー（AL）、三塁: ビニー・スミス（NL）
［外審］左翼: アル・スミス（AL）、右翼: フランク・セコリー（NL）
5. 試合時間: 2時間29分  観客: 3万805人
詳細: MLB.com Gameday / Baseball-Reference.com

| ニューヨーク・ヤンキース | ニューヨーク・ヤンキース | ニューヨーク・ヤンキース | ニューヨーク・ヤンキース | ニューヨーク・ヤンキース                                                                                            | セントルイス・カージナルス | セントルイス・カージナルス | セントルイス・カージナルス | セントルイス・カージナルス | セントルイス・カージナルス                                                                                  |
| ------------------------ | ------------------------ | ------------------------ | ------------------------ | --- | -------------------------- | -------------------------- | -------------------------- | -------------------------- | --- |
| 打順                     | 守備                     | 選手                     | 打席                     | M・ストットルマイヤーE・ハワードJ・ペピトーンB・リチャードソンC・ボイヤーP・リンツT・トレッシュR・マリスM・マントル | 打順                       | 守備                       | 選手                       | 打席                       | B・ギブソンT・マッカーバーB・ホワイトD・マックスビルK・ボイヤーD・グロートL・ブロックC・フラッドM・シャノン |
| 1                        | 遊                       | P・リンツ                | 右                       | M・ストットルマイヤーE・ハワードJ・ペピトーンB・リチャードソンC・ボイヤーP・リンツT・トレッシュR・マリスM・マントル | 1                          | 中                         | C・フラッド                | 右                         | B・ギブソンT・マッカーバーB・ホワイトD・マックスビルK・ボイヤーD・グロートL・ブロックC・フラッドM・シャノン |
| 2                        | 二                       | B・リチャードソン        | 右                       | M・ストットルマイヤーE・ハワードJ・ペピトーンB・リチャードソンC・ボイヤーP・リンツT・トレッシュR・マリスM・マントル | 2                          | 左                         | L・ブロック                | 左                         | B・ギブソンT・マッカーバーB・ホワイトD・マックスビルK・ボイヤーD・グロートL・ブロックC・フラッドM・シャノン |
| 3                        | 中                       | R・マリス                | 左                       | M・ストットルマイヤーE・ハワードJ・ペピトーンB・リチャードソンC・ボイヤーP・リンツT・トレッシュR・マリスM・マントル | 3                          | 一                         | B・ホワイト                | 左                         | B・ギブソンT・マッカーバーB・ホワイトD・マックスビルK・ボイヤーD・グロートL・ブロックC・フラッドM・シャノン |
| 4                        | 右                       | M・マントル              | 両                       | M・ストットルマイヤーE・ハワードJ・ペピトーンB・リチャードソンC・ボイヤーP・リンツT・トレッシュR・マリスM・マントル | 4                          | 三                         | K・ボイヤー                | 右                         | B・ギブソンT・マッカーバーB・ホワイトD・マックスビルK・ボイヤーD・グロートL・ブロックC・フラッドM・シャノン |
| 5                        | 捕                       | E・ハワード              | 右                       | M・ストットルマイヤーE・ハワードJ・ペピトーンB・リチャードソンC・ボイヤーP・リンツT・トレッシュR・マリスM・マントル | 5                          | 遊                         | D・グロート                | 右                         | B・ギブソンT・マッカーバーB・ホワイトD・マックスビルK・ボイヤーD・グロートL・ブロックC・フラッドM・シャノン |
| 6                        | 一                       | J・ペピトーン            | 左                       | M・ストットルマイヤーE・ハワードJ・ペピトーンB・リチャードソンC・ボイヤーP・リンツT・トレッシュR・マリスM・マントル | 6                          | 捕                         | T・マッカーバー            | 左                         | B・ギブソンT・マッカーバーB・ホワイトD・マックスビルK・ボイヤーD・グロートL・ブロックC・フラッドM・シャノン |
| 7                        | 左                       | T・トレッシュ            | 両                       | M・ストットルマイヤーE・ハワードJ・ペピトーンB・リチャードソンC・ボイヤーP・リンツT・トレッシュR・マリスM・マントル | 7                          | 右                         | M・シャノン                | 右                         | B・ギブソンT・マッカーバーB・ホワイトD・マックスビルK・ボイヤーD・グロートL・ブロックC・フラッドM・シャノン |
| 8                        | 三                       | C・ボイヤー              | 右                       | M・ストットルマイヤーE・ハワードJ・ペピトーンB・リチャードソンC・ボイヤーP・リンツT・トレッシュR・マリスM・マントル | 8                          | 二                         | D・マックスビル            | 右                         | B・ギブソンT・マッカーバーB・ホワイトD・マックスビルK・ボイヤーD・グロートL・ブロックC・フラッドM・シャノン |
| 9                        | 投                       | M・ストットルマイヤー    | 右                       | M・ストットルマイヤーE・ハワードJ・ペピトーンB・リチャードソンC・ボイヤーP・リンツT・トレッシュR・マリスM・マントル | 9                          | 投                         | B・ギブソン                | 右                         | B・ギブソンT・マッカーバーB・ホワイトD・マックスビルK・ボイヤーD・グロートL・ブロックC・フラッドM・シャノン |
| 先発投手                 | 先発投手                 | 先発投手                 | 投球                     | M・ストットルマイヤーE・ハワードJ・ペピトーンB・リチャードソンC・ボイヤーP・リンツT・トレッシュR・マリスM・マントル | 先発投手                   | 先発投手                   | 先発投手                   | 投球                       | B・ギブソンT・マッカーバーB・ホワイトD・マックスビルK・ボイヤーD・グロートL・ブロックC・フラッドM・シャノン |
| M・ストットルマイヤー    | M・ストットルマイヤー    | M・ストットルマイヤー    | 右                       | M・ストットルマイヤーE・ハワードJ・ペピトーンB・リチャードソンC・ボイヤーP・リンツT・トレッシュR・マリスM・マントル | B・ギブソン                | B・ギブソン                | B・ギブソン                | 右                         | B・ギブソンT・マッカーバーB・ホワイトD・マックスビルK・ボイヤーD・グロートL・ブロックC・フラッドM・シャノン |

カージナルスのボブ・ギブソンは、シーズン終盤の登板過多により第1戦の先発登板を回避、第2戦に回ったが8回4失点という内容だった。一方、ヤンキース先発の新人右腕メル・ストットルマイヤーは、7安打3失点で完投勝利を挙げた。

### 第3戦 10月10日
- ヤンキー・スタジアム（ニューヨーク州ニューヨーク市ブロンクス区）

|                            | 1 | 2 | 3 | 4 | 5 | 6 | 7 | 8 | 9  | R | H | E |
| -------------------------- | - | - | - | - | - | - | - | - | -- | - | - | - |
| セントルイス・カージナルス | 0 | 0 | 0 | 0 | 1 | 0 | 0 | 0 | 0  | 1 | 6 | 0 |
| ニューヨーク・ヤンキース   | 0 | 1 | 0 | 0 | 0 | 0 | 0 | 0 | 1x | 2 | 5 | 2 |

1. 勝利：ジム・バウトン（1勝）
2. 敗戦：バーニー・シュルツ（1敗1S）
3. 本塁打
NYY：ミッキー・マントル1号ソロ
4. 審判
［球審］ケン・バークハート（NL）
［塁審］一塁: ハンク・ソアー（AL）、二塁: ビニー・スミス（NL）、三塁: アル・スミス（AL）
［外審］左翼: フランク・セコリー（NL）、右翼: ビル・マッキンリー（AL）
5. 試合時間: 2時間16分  観客: 6万7101人
詳細: MLB.com Gameday / Baseball-Reference.com

| セントルイス・カージナルス | セントルイス・カージナルス | セントルイス・カージナルス | セントルイス・カージナルス | セントルイス・カージナルス                                                                                  | ニューヨーク・ヤンキース | ニューヨーク・ヤンキース | ニューヨーク・ヤンキース | ニューヨーク・ヤンキース | ニューヨーク・ヤンキース                                                                                  |
| -------------------------- | -------------------------- | -------------------------- | -------------------------- | --- | ------------------------ | ------------------------ | ------------------------ | ------------------------ | --- |
| 打順                       | 守備                       | 選手                       | 打席                       | C・シモンズT・マッカーバーB・ホワイトD・マックスビルK・ボイヤーD・グロートL・ブロックC・フラッドM・シャノン | 打順                     | 守備                     | 選手                     | 打席                     | J・バウトンE・ハワードJ・ペピトーンB・リチャードソンC・ボイヤーP・リンツT・トレッシュR・マリスM・マントル |
| 1                          | 中                         | C・フラッド                | 右                         | C・シモンズT・マッカーバーB・ホワイトD・マックスビルK・ボイヤーD・グロートL・ブロックC・フラッドM・シャノン | 1                        | 遊                       | P・リンツ                | 右                       | J・バウトンE・ハワードJ・ペピトーンB・リチャードソンC・ボイヤーP・リンツT・トレッシュR・マリスM・マントル |
| 2                          | 左                         | L・ブロック                | 左                         | C・シモンズT・マッカーバーB・ホワイトD・マックスビルK・ボイヤーD・グロートL・ブロックC・フラッドM・シャノン | 2                        | 二                       | B・リチャードソン        | 右                       | J・バウトンE・ハワードJ・ペピトーンB・リチャードソンC・ボイヤーP・リンツT・トレッシュR・マリスM・マントル |
| 3                          | 一                         | B・ホワイト                | 左                         | C・シモンズT・マッカーバーB・ホワイトD・マックスビルK・ボイヤーD・グロートL・ブロックC・フラッドM・シャノン | 3                        | 中                       | R・マリス                | 左                       | J・バウトンE・ハワードJ・ペピトーンB・リチャードソンC・ボイヤーP・リンツT・トレッシュR・マリスM・マントル |
| 4                          | 三                         | K・ボイヤー                | 右                         | C・シモンズT・マッカーバーB・ホワイトD・マックスビルK・ボイヤーD・グロートL・ブロックC・フラッドM・シャノン | 4                        | 右                       | M・マントル              | 両                       | J・バウトンE・ハワードJ・ペピトーンB・リチャードソンC・ボイヤーP・リンツT・トレッシュR・マリスM・マントル |
| 5                          | 遊                         | D・グロート                | 右                         | C・シモンズT・マッカーバーB・ホワイトD・マックスビルK・ボイヤーD・グロートL・ブロックC・フラッドM・シャノン | 5                        | 捕                       | E・ハワード              | 右                       | J・バウトンE・ハワードJ・ペピトーンB・リチャードソンC・ボイヤーP・リンツT・トレッシュR・マリスM・マントル |
| 6                          | 捕                         | T・マッカーバー            | 左                         | C・シモンズT・マッカーバーB・ホワイトD・マックスビルK・ボイヤーD・グロートL・ブロックC・フラッドM・シャノン | 6                        | 左                       | T・トレッシュ            | 両                       | J・バウトンE・ハワードJ・ペピトーンB・リチャードソンC・ボイヤーP・リンツT・トレッシュR・マリスM・マントル |
| 7                          | 右                         | M・シャノン                | 右                         | C・シモンズT・マッカーバーB・ホワイトD・マックスビルK・ボイヤーD・グロートL・ブロックC・フラッドM・シャノン | 7                        | 一                       | J・ペピトーン            | 左                       | J・バウトンE・ハワードJ・ペピトーンB・リチャードソンC・ボイヤーP・リンツT・トレッシュR・マリスM・マントル |
| 8                          | 二                         | D・マックスビル            | 右                         | C・シモンズT・マッカーバーB・ホワイトD・マックスビルK・ボイヤーD・グロートL・ブロックC・フラッドM・シャノン | 8                        | 三                       | C・ボイヤー              | 右                       | J・バウトンE・ハワードJ・ペピトーンB・リチャードソンC・ボイヤーP・リンツT・トレッシュR・マリスM・マントル |
| 9                          | 投                         | C・シモンズ                | 左                         | C・シモンズT・マッカーバーB・ホワイトD・マックスビルK・ボイヤーD・グロートL・ブロックC・フラッドM・シャノン | 9                        | 投                       | J・バウトン              | 右                       | J・バウトンE・ハワードJ・ペピトーンB・リチャードソンC・ボイヤーP・リンツT・トレッシュR・マリスM・マントル |
| 先発投手                   | 先発投手                   | 先発投手                   | 投球                       | C・シモンズT・マッカーバーB・ホワイトD・マックスビルK・ボイヤーD・グロートL・ブロックC・フラッドM・シャノン | 先発投手                 | 先発投手                 | 先発投手                 | 投球                     | J・バウトンE・ハワードJ・ペピトーンB・リチャードソンC・ボイヤーP・リンツT・トレッシュR・マリスM・マントル |
| C・シモンズ                | C・シモンズ                | C・シモンズ                | 左                         | C・シモンズT・マッカーバーB・ホワイトD・マックスビルK・ボイヤーD・グロートL・ブロックC・フラッドM・シャノン | J・バウトン              | J・バウトン              | J・バウトン              | 右                       | J・バウトンE・ハワードJ・ペピトーンB・リチャードソンC・ボイヤーP・リンツT・トレッシュR・マリスM・マントル |

ヤンキースのジム・バウトンとカージナルスのカート・シモンズが投手戦を展開した。ヤンキースが2回にクリート・ボイヤーの二塁打で先制するも、カージナルスも5回にシモンズの適時打で同点とした。9回表、カージナルスは一死一・二塁でシモンズに代打を送ったが、無得点に終わる。そしてその裏、カージナルスのバーニー・シュルツがマウンドに上がった。しかし、先頭打者ミッキー・マントルが初球のナックルボールを捉え、サヨナラ本塁打とした。

### 第4戦 10月11日
- ヤンキー・スタジアム（ニューヨーク州ニューヨーク市ブロンクス区）

|                            | 1 | 2 | 3 | 4 | 5 | 6 | 7 | 8 | 9 | R | H | E |
| -------------------------- | - | - | - | - | - | - | - | - | - | - | - | - |
| セントルイス・カージナルス | 0 | 0 | 0 | 0 | 0 | 4 | 0 | 0 | 0 | 4 | 6 | 1 |
| ニューヨーク・ヤンキース   | 3 | 0 | 0 | 0 | 0 | 0 | 0 | 0 | 0 | 3 | 6 | 1 |

1. 勝利：ロジャー・クレイグ（1勝）
2. セーブ：ロン・テイラー（1S）[注 3]
3. 敗戦：アル・ダウニング（1敗）
4. 本塁打
STL：ケン・ボイヤー1号満塁
5. 審判
［球審］ハンク・ソアー（AL）
［塁審］一塁: ビニー・スミス（NL）、二塁: アル・スミス（AL）、三塁: フランク・セコリー（NL）
［外審］左翼: ビル・マッキンリー（AL）、右翼: ケン・バークハート（NL）
6. 試合時間: 2時間18分  観客: 6万6312人
詳細: MLB.com Gameday / Baseball-Reference.com

| セントルイス・カージナルス | セントルイス・カージナルス | セントルイス・カージナルス | セントルイス・カージナルス | セントルイス・カージナルス                                                                                    | ニューヨーク・ヤンキース | ニューヨーク・ヤンキース | ニューヨーク・ヤンキース | ニューヨーク・ヤンキース | ニューヨーク・ヤンキース                                                                                    |
| -------------------------- | -------------------------- | -------------------------- | -------------------------- | --- | ------------------------ | ------------------------ | ------------------------ | ------------------------ | --- |
| 打順                       | 守備                       | 選手                       | 打席                       | R・サデッキーT・マッカーバーB・ホワイトD・マックスビルK・ボイヤーD・グロートL・ブロックC・フラッドM・シャノン | 打順                     | 守備                     | 選手                     | 打席                     | A・ダウニングE・ハワードJ・ペピトーンB・リチャードソンC・ボイヤーP・リンツT・トレッシュR・マリスM・マントル |
| 1                          | 中                         | C・フラッド                | 右                         | R・サデッキーT・マッカーバーB・ホワイトD・マックスビルK・ボイヤーD・グロートL・ブロックC・フラッドM・シャノン | 1                        | 遊                       | P・リンツ                | 右                       | A・ダウニングE・ハワードJ・ペピトーンB・リチャードソンC・ボイヤーP・リンツT・トレッシュR・マリスM・マントル |
| 2                          | 左                         | L・ブロック                | 左                         | R・サデッキーT・マッカーバーB・ホワイトD・マックスビルK・ボイヤーD・グロートL・ブロックC・フラッドM・シャノン | 2                        | 二                       | B・リチャードソン        | 右                       | A・ダウニングE・ハワードJ・ペピトーンB・リチャードソンC・ボイヤーP・リンツT・トレッシュR・マリスM・マントル |
| 3                          | 遊                         | D・グロート                | 右                         | R・サデッキーT・マッカーバーB・ホワイトD・マックスビルK・ボイヤーD・グロートL・ブロックC・フラッドM・シャノン | 3                        | 中                       | R・マリス                | 左                       | A・ダウニングE・ハワードJ・ペピトーンB・リチャードソンC・ボイヤーP・リンツT・トレッシュR・マリスM・マントル |
| 4                          | 三                         | K・ボイヤー                | 右                         | R・サデッキーT・マッカーバーB・ホワイトD・マックスビルK・ボイヤーD・グロートL・ブロックC・フラッドM・シャノン | 4                        | 右                       | M・マントル              | 両                       | A・ダウニングE・ハワードJ・ペピトーンB・リチャードソンC・ボイヤーP・リンツT・トレッシュR・マリスM・マントル |
| 5                          | 一                         | B・ホワイト                | 左                         | R・サデッキーT・マッカーバーB・ホワイトD・マックスビルK・ボイヤーD・グロートL・ブロックC・フラッドM・シャノン | 5                        | 捕                       | E・ハワード              | 右                       | A・ダウニングE・ハワードJ・ペピトーンB・リチャードソンC・ボイヤーP・リンツT・トレッシュR・マリスM・マントル |
| 6                          | 右                         | M・シャノン                | 右                         | R・サデッキーT・マッカーバーB・ホワイトD・マックスビルK・ボイヤーD・グロートL・ブロックC・フラッドM・シャノン | 6                        | 左                       | T・トレッシュ            | 両                       | A・ダウニングE・ハワードJ・ペピトーンB・リチャードソンC・ボイヤーP・リンツT・トレッシュR・マリスM・マントル |
| 7                          | 捕                         | T・マッカーバー            | 左                         | R・サデッキーT・マッカーバーB・ホワイトD・マックスビルK・ボイヤーD・グロートL・ブロックC・フラッドM・シャノン | 7                        | 一                       | J・ペピトーン            | 左                       | A・ダウニングE・ハワードJ・ペピトーンB・リチャードソンC・ボイヤーP・リンツT・トレッシュR・マリスM・マントル |
| 8                          | 二                         | D・マックスビル            | 右                         | R・サデッキーT・マッカーバーB・ホワイトD・マックスビルK・ボイヤーD・グロートL・ブロックC・フラッドM・シャノン | 8                        | 三                       | C・ボイヤー              | 右                       | A・ダウニングE・ハワードJ・ペピトーンB・リチャードソンC・ボイヤーP・リンツT・トレッシュR・マリスM・マントル |
| 9                          | 投                         | R・サデッキー              | 左                         | R・サデッキーT・マッカーバーB・ホワイトD・マックスビルK・ボイヤーD・グロートL・ブロックC・フラッドM・シャノン | 9                        | 投                       | A・ダウニング            | 右                       | A・ダウニングE・ハワードJ・ペピトーンB・リチャードソンC・ボイヤーP・リンツT・トレッシュR・マリスM・マントル |
| 先発投手                   | 先発投手                   | 先発投手                   | 投球                       | R・サデッキーT・マッカーバーB・ホワイトD・マックスビルK・ボイヤーD・グロートL・ブロックC・フラッドM・シャノン | 先発投手                 | 先発投手                 | 先発投手                 | 投球                     | A・ダウニングE・ハワードJ・ペピトーンB・リチャードソンC・ボイヤーP・リンツT・トレッシュR・マリスM・マントル |
| R・サデッキー              | R・サデッキー              | R・サデッキー              | 左                         | R・サデッキーT・マッカーバーB・ホワイトD・マックスビルK・ボイヤーD・グロートL・ブロックC・フラッドM・シャノン | A・ダウニング            | A・ダウニング            | A・ダウニング            | 左                       | A・ダウニングE・ハワードJ・ペピトーンB・リチャードソンC・ボイヤーP・リンツT・トレッシュR・マリスM・マントル |

カージナルスのレイ・サデッキーは4連打を食らい一死しか取れずに降板。代わったロジャー・クレイグからロジャー・マリスが適時打を放ち、初回でヤンキースは3点を奪う。6回表、カージナルスは一死一・二塁からディック・グロートが二塁へゴロを放つも、一塁走者カート・フラッドの併殺崩しでベースカバーに入ったフィル・リンツが落球しオールセーフに。一死満塁となると、続くケン・ボイヤーがアル・ダウニングのチェンジアップを左翼席へ運び、試合をひっくり返した。ヤンキースは2回以降、クレイグとロン・テイラーから1安打しか打てず。

### 第5戦 10月12日
- ヤンキー・スタジアム（ニューヨーク州ニューヨーク市ブロンクス区）

|                            | 1 | 2 | 3 | 4 | 5 | 6 | 7 | 8 | 9 | 10 | R | H  | E |
| -------------------------- | - | - | - | - | - | - | - | - | - | -- | - | -- | - |
| セントルイス・カージナルス | 0 | 0 | 0 | 0 | 2 | 0 | 0 | 0 | 0 | 3  | 5 | 10 | 1 |
| ニューヨーク・ヤンキース   | 0 | 0 | 0 | 0 | 0 | 0 | 0 | 0 | 2 | 0  | 2 | 6  | 2 |

1. 勝利：ボブ・ギブソン（1勝1敗）
2. 敗戦：ピート・ミケルセン（1敗）
3. 本塁打
STL：ティム・マッカーバー1号3ラン
NYY：トム・トレッシュ2号2ラン
4. 審判
［球審］ビニー・スミス（NL）
［塁審］一塁: アル・スミス（AL）、二塁: フランク・セコリー（NL）、三塁: ビル・マッキンリー（AL）
［外審］左翼: ケン・バークハート（NL）、右翼: ハンク・ソアー（AL）
5. 試合時間: 2時間37分  観客: 6万5633人
詳細: MLB.com Gameday / Baseball-Reference.com

| セントルイス・カージナルス | セントルイス・カージナルス | セントルイス・カージナルス | セントルイス・カージナルス | セントルイス・カージナルス                                                                                  | ニューヨーク・ヤンキース | ニューヨーク・ヤンキース | ニューヨーク・ヤンキース | ニューヨーク・ヤンキース | ニューヨーク・ヤンキース                                                                                            |
| -------------------------- | -------------------------- | -------------------------- | -------------------------- | --- | ------------------------ | ------------------------ | ------------------------ | ------------------------ | --- |
| 打順                       | 守備                       | 選手                       | 打席                       | B・ギブソンT・マッカーバーB・ホワイトD・マックスビルK・ボイヤーD・グロートL・ブロックC・フラッドM・シャノン | 打順                     | 守備                     | 選手                     | 打席                     | M・ストットルマイヤーE・ハワードJ・ペピトーンB・リチャードソンC・ボイヤーP・リンツT・トレッシュR・マリスM・マントル |
| 1                          | 中                         | C・フラッド                | 右                         | B・ギブソンT・マッカーバーB・ホワイトD・マックスビルK・ボイヤーD・グロートL・ブロックC・フラッドM・シャノン | 1                        | 遊                       | P・リンツ                | 右                       | M・ストットルマイヤーE・ハワードJ・ペピトーンB・リチャードソンC・ボイヤーP・リンツT・トレッシュR・マリスM・マントル |
| 2                          | 左                         | L・ブロック                | 左                         | B・ギブソンT・マッカーバーB・ホワイトD・マックスビルK・ボイヤーD・グロートL・ブロックC・フラッドM・シャノン | 2                        | 二                       | B・リチャードソン        | 右                       | M・ストットルマイヤーE・ハワードJ・ペピトーンB・リチャードソンC・ボイヤーP・リンツT・トレッシュR・マリスM・マントル |
| 3                          | 一                         | B・ホワイト                | 左                         | B・ギブソンT・マッカーバーB・ホワイトD・マックスビルK・ボイヤーD・グロートL・ブロックC・フラッドM・シャノン | 3                        | 中                       | R・マリス                | 左                       | M・ストットルマイヤーE・ハワードJ・ペピトーンB・リチャードソンC・ボイヤーP・リンツT・トレッシュR・マリスM・マントル |
| 4                          | 三                         | K・ボイヤー                | 右                         | B・ギブソンT・マッカーバーB・ホワイトD・マックスビルK・ボイヤーD・グロートL・ブロックC・フラッドM・シャノン | 4                        | 右                       | M・マントル              | 両                       | M・ストットルマイヤーE・ハワードJ・ペピトーンB・リチャードソンC・ボイヤーP・リンツT・トレッシュR・マリスM・マントル |
| 5                          | 遊                         | D・グロート                | 右                         | B・ギブソンT・マッカーバーB・ホワイトD・マックスビルK・ボイヤーD・グロートL・ブロックC・フラッドM・シャノン | 5                        | 捕                       | E・ハワード              | 右                       | M・ストットルマイヤーE・ハワードJ・ペピトーンB・リチャードソンC・ボイヤーP・リンツT・トレッシュR・マリスM・マントル |
| 6                          | 捕                         | T・マッカーバー            | 左                         | B・ギブソンT・マッカーバーB・ホワイトD・マックスビルK・ボイヤーD・グロートL・ブロックC・フラッドM・シャノン | 6                        | 一                       | J・ペピトーン            | 左                       | M・ストットルマイヤーE・ハワードJ・ペピトーンB・リチャードソンC・ボイヤーP・リンツT・トレッシュR・マリスM・マントル |
| 7                          | 右                         | M・シャノン                | 右                         | B・ギブソンT・マッカーバーB・ホワイトD・マックスビルK・ボイヤーD・グロートL・ブロックC・フラッドM・シャノン | 7                        | 左                       | T・トレッシュ            | 両                       | M・ストットルマイヤーE・ハワードJ・ペピトーンB・リチャードソンC・ボイヤーP・リンツT・トレッシュR・マリスM・マントル |
| 8                          | 二                         | D・マックスビル            | 右                         | B・ギブソンT・マッカーバーB・ホワイトD・マックスビルK・ボイヤーD・グロートL・ブロックC・フラッドM・シャノン | 8                        | 三                       | C・ボイヤー              | 右                       | M・ストットルマイヤーE・ハワードJ・ペピトーンB・リチャードソンC・ボイヤーP・リンツT・トレッシュR・マリスM・マントル |
| 9                          | 投                         | B・ギブソン                | 右                         | B・ギブソンT・マッカーバーB・ホワイトD・マックスビルK・ボイヤーD・グロートL・ブロックC・フラッドM・シャノン | 9                        | 投                       | M・ストットルマイヤー    | 右                       | M・ストットルマイヤーE・ハワードJ・ペピトーンB・リチャードソンC・ボイヤーP・リンツT・トレッシュR・マリスM・マントル |
| 先発投手                   | 先発投手                   | 先発投手                   | 投球                       | B・ギブソンT・マッカーバーB・ホワイトD・マックスビルK・ボイヤーD・グロートL・ブロックC・フラッドM・シャノン | 先発投手                 | 先発投手                 | 先発投手                 | 投球                     | M・ストットルマイヤーE・ハワードJ・ペピトーンB・リチャードソンC・ボイヤーP・リンツT・トレッシュR・マリスM・マントル |
| B・ギブソン                | B・ギブソン                | B・ギブソン                | 右                         | B・ギブソンT・マッカーバーB・ホワイトD・マックスビルK・ボイヤーD・グロートL・ブロックC・フラッドM・シャノン | M・ストットルマイヤー    | M・ストットルマイヤー    | M・ストットルマイヤー    | 右                       | M・ストットルマイヤーE・ハワードJ・ペピトーンB・リチャードソンC・ボイヤーP・リンツT・トレッシュR・マリスM・マントル |

先発投手は第2戦と同じ顔合わせ。カージナルスが5回に2点を先制し、そのまま試合は終盤へ進む。9回裏一死一塁から、ジョー・ペピトーンの打球がボブ・ギブソンの尻を直撃したが、ギブソンは三塁線に転がった打球をすかさず処理して一塁に送球、ペピトーンをアウトにした。直後にトム・トレッシュが2点本塁打を放ち、ヤンキースは同点に追いついた。ただ、ペピトーンがセーフになっていたら、この一打は逆転サヨナラの3点本塁打になっていた。
延長戦に入り10回表、カージナルスが一死一・三塁の好機を作り、左打者のティム・マッカーバーに打順が回る。ヤンキースのブルペンでは左投手のスティーブ・ハミルトンが準備していたが、右投手のピート・ミケルセンがそのまま続投した。ここでマッカーバーが右翼席に本塁打を放ち、カージナルスが3点を勝ち越した。ギブソンは裏も抑えて、10イニング完投勝利を挙げた。

### 第6戦 10月14日
- ブッシュ・スタジアム（ミズーリ州セントルイス）

|                            | 1 | 2 | 3 | 4 | 5 | 6 | 7 | 8 | 9 | R | H  | E |
| -------------------------- | - | - | - | - | - | - | - | - | - | - | -- | - |
| ニューヨーク・ヤンキース   | 0 | 0 | 0 | 0 | 1 | 2 | 0 | 5 | 0 | 8 | 10 | 0 |
| セントルイス・カージナルス | 1 | 0 | 0 | 0 | 0 | 0 | 0 | 1 | 1 | 3 | 10 | 1 |

1. 勝利：ジム・バウトン（2勝）
2. セーブ：スティーブ・ハミルトン（1S）[注 3]
3. 敗戦：カート・シモンズ（1敗）
4. 本塁打
NYY：ロジャー・マリス1号ソロ、ミッキー・マントル2号ソロ、ジョー・ペピトーン1号満塁
5. 審判
［球審］アル・スミス（AL）
［塁審］一塁: フランク・セコリー（NL）、二塁: ビル・マッキンリー（AL）、三塁: ケン・バークハート（NL）
［外審］左翼: ハンク・ソアー（AL）、右翼: ビニー・スミス（NL）
6. 試合時間: 2時間37分  観客: 3万805人
詳細: MLB.com Gameday / Baseball-Reference.com

| ニューヨーク・ヤンキース | ニューヨーク・ヤンキース | ニューヨーク・ヤンキース | ニューヨーク・ヤンキース | ニューヨーク・ヤンキース                                                                                  | セントルイス・カージナルス | セントルイス・カージナルス | セントルイス・カージナルス | セントルイス・カージナルス | セントルイス・カージナルス                                                                                  |
| ------------------------ | ------------------------ | ------------------------ | ------------------------ | --- | -------------------------- | -------------------------- | -------------------------- | -------------------------- | --- |
| 打順                     | 守備                     | 選手                     | 打席                     | J・バウトンE・ハワードJ・ペピトーンB・リチャードソンC・ボイヤーP・リンツT・トレッシュR・マリスM・マントル | 打順                       | 守備                       | 選手                       | 打席                       | C・シモンズT・マッカーバーB・ホワイトD・マックスビルK・ボイヤーD・グロートL・ブロックC・フラッドM・シャノン |
| 1                        | 遊                       | P・リンツ                | 右                       | J・バウトンE・ハワードJ・ペピトーンB・リチャードソンC・ボイヤーP・リンツT・トレッシュR・マリスM・マントル | 1                          | 中                         | C・フラッド                | 右                         | C・シモンズT・マッカーバーB・ホワイトD・マックスビルK・ボイヤーD・グロートL・ブロックC・フラッドM・シャノン |
| 2                        | 二                       | B・リチャードソン        | 右                       | J・バウトンE・ハワードJ・ペピトーンB・リチャードソンC・ボイヤーP・リンツT・トレッシュR・マリスM・マントル | 2                          | 左                         | L・ブロック                | 左                         | C・シモンズT・マッカーバーB・ホワイトD・マックスビルK・ボイヤーD・グロートL・ブロックC・フラッドM・シャノン |
| 3                        | 中                       | R・マリス                | 左                       | J・バウトンE・ハワードJ・ペピトーンB・リチャードソンC・ボイヤーP・リンツT・トレッシュR・マリスM・マントル | 3                          | 一                         | B・ホワイト                | 左                         | C・シモンズT・マッカーバーB・ホワイトD・マックスビルK・ボイヤーD・グロートL・ブロックC・フラッドM・シャノン |
| 4                        | 右                       | M・マントル              | 両                       | J・バウトンE・ハワードJ・ペピトーンB・リチャードソンC・ボイヤーP・リンツT・トレッシュR・マリスM・マントル | 4                          | 三                         | K・ボイヤー                | 右                         | C・シモンズT・マッカーバーB・ホワイトD・マックスビルK・ボイヤーD・グロートL・ブロックC・フラッドM・シャノン |
| 5                        | 捕                       | E・ハワード              | 右                       | J・バウトンE・ハワードJ・ペピトーンB・リチャードソンC・ボイヤーP・リンツT・トレッシュR・マリスM・マントル | 5                          | 遊                         | D・グロート                | 右                         | C・シモンズT・マッカーバーB・ホワイトD・マックスビルK・ボイヤーD・グロートL・ブロックC・フラッドM・シャノン |
| 6                        | 左                       | T・トレッシュ            | 両                       | J・バウトンE・ハワードJ・ペピトーンB・リチャードソンC・ボイヤーP・リンツT・トレッシュR・マリスM・マントル | 6                          | 捕                         | T・マッカーバー            | 左                         | C・シモンズT・マッカーバーB・ホワイトD・マックスビルK・ボイヤーD・グロートL・ブロックC・フラッドM・シャノン |
| 7                        | 一                       | J・ペピトーン            | 左                       | J・バウトンE・ハワードJ・ペピトーンB・リチャードソンC・ボイヤーP・リンツT・トレッシュR・マリスM・マントル | 7                          | 右                         | M・シャノン                | 右                         | C・シモンズT・マッカーバーB・ホワイトD・マックスビルK・ボイヤーD・グロートL・ブロックC・フラッドM・シャノン |
| 8                        | 三                       | C・ボイヤー              | 右                       | J・バウトンE・ハワードJ・ペピトーンB・リチャードソンC・ボイヤーP・リンツT・トレッシュR・マリスM・マントル | 8                          | 二                         | D・マックスビル            | 右                         | C・シモンズT・マッカーバーB・ホワイトD・マックスビルK・ボイヤーD・グロートL・ブロックC・フラッドM・シャノン |
| 9                        | 投                       | J・バウトン              | 右                       | J・バウトンE・ハワードJ・ペピトーンB・リチャードソンC・ボイヤーP・リンツT・トレッシュR・マリスM・マントル | 9                          | 投                         | C・シモンズ                | 左                         | C・シモンズT・マッカーバーB・ホワイトD・マックスビルK・ボイヤーD・グロートL・ブロックC・フラッドM・シャノン |
| 先発投手                 | 先発投手                 | 先発投手                 | 投球                     | J・バウトンE・ハワードJ・ペピトーンB・リチャードソンC・ボイヤーP・リンツT・トレッシュR・マリスM・マントル | 先発投手                   | 先発投手                   | 先発投手                   | 投球                       | C・シモンズT・マッカーバーB・ホワイトD・マックスビルK・ボイヤーD・グロートL・ブロックC・フラッドM・シャノン |
| J・バウトン              | J・バウトン              | J・バウトン              | 右                       | J・バウトンE・ハワードJ・ペピトーンB・リチャードソンC・ボイヤーP・リンツT・トレッシュR・マリスM・マントル | C・シモンズ                | C・シモンズ                | C・シモンズ                | 左                         | C・シモンズT・マッカーバーB・ホワイトD・マックスビルK・ボイヤーD・グロートL・ブロックC・フラッドM・シャノン |

先発投手は第3戦と同じ顔合わせ。再び投手戦となったが、6回にヤンキースがロジャー・マリスとミッキー・マントルの連続本塁打で勝ち越す。さらに8回、ジョー・ペピトーンにも満塁本塁打が飛び出した。ジム・バウトンが9回途中3失点で今シリーズ2勝目を挙げる。

### 第7戦 10月15日
- ブッシュ・スタジアム（ミズーリ州セントルイス）

|                            | 1 | 2 | 3 | 4 | 5 | 6 | 7 | 8 | 9 | R | H  | E |
| -------------------------- | - | - | - | - | - | - | - | - | - | - | -- | - |
| ニューヨーク・ヤンキース   | 0 | 0 | 0 | 0 | 0 | 3 | 0 | 0 | 2 | 5 | 9  | 2 |
| セントルイス・カージナルス | 0 | 0 | 0 | 3 | 3 | 0 | 1 | 0 | X | 7 | 10 | 1 |

1. 勝利：ボブ・ギブソン（2勝1敗）
2. 敗戦：メル・ストットルマイヤー（1勝1敗）
3. 本塁打
NYY：ミッキー・マントル3号3ラン、クリート・ボイヤー1号ソロ、フィル・リンツ2号ソロ
STL：ルー・ブロック1号ソロ、ケン・ボイヤー2号ソロ
4. 審判
［球審］フランク・セコリー（NL）
［塁審］一塁: ビル・マッキンリー（AL）、二塁: ケン・バークハート（NL）、三塁: ハンク・ソアー（AL）
［外審］左翼: ビニー・スミス（NL）、右翼: アル・スミス（AL）
5. 試合時間: 2時間40分  観客: 3万346人
詳細: MLB.com Gameday / Baseball-Reference.com

| ニューヨーク・ヤンキース | ニューヨーク・ヤンキース | ニューヨーク・ヤンキース | ニューヨーク・ヤンキース | ニューヨーク・ヤンキース                                                                                            | セントルイス・カージナルス | セントルイス・カージナルス | セントルイス・カージナルス | セントルイス・カージナルス | セントルイス・カージナルス                                                                                  |
| ------------------------ | ------------------------ | ------------------------ | ------------------------ | --- | -------------------------- | -------------------------- | -------------------------- | -------------------------- | --- |
| 打順                     | 守備                     | 選手                     | 打席                     | M・ストットルマイヤーE・ハワードJ・ペピトーンB・リチャードソンC・ボイヤーP・リンツT・トレッシュR・マリスM・マントル | 打順                       | 守備                       | 選手                       | 打席                       | B・ギブソンT・マッカーバーB・ホワイトD・マックスビルK・ボイヤーD・グロートL・ブロックC・フラッドM・シャノン |
| 1                        | 遊                       | P・リンツ                | 右                       | M・ストットルマイヤーE・ハワードJ・ペピトーンB・リチャードソンC・ボイヤーP・リンツT・トレッシュR・マリスM・マントル | 1                          | 中                         | C・フラッド                | 右                         | B・ギブソンT・マッカーバーB・ホワイトD・マックスビルK・ボイヤーD・グロートL・ブロックC・フラッドM・シャノン |
| 2                        | 二                       | B・リチャードソン        | 右                       | M・ストットルマイヤーE・ハワードJ・ペピトーンB・リチャードソンC・ボイヤーP・リンツT・トレッシュR・マリスM・マントル | 2                          | 左                         | L・ブロック                | 左                         | B・ギブソンT・マッカーバーB・ホワイトD・マックスビルK・ボイヤーD・グロートL・ブロックC・フラッドM・シャノン |
| 3                        | 中                       | R・マリス                | 左                       | M・ストットルマイヤーE・ハワードJ・ペピトーンB・リチャードソンC・ボイヤーP・リンツT・トレッシュR・マリスM・マントル | 3                          | 一                         | B・ホワイト                | 左                         | B・ギブソンT・マッカーバーB・ホワイトD・マックスビルK・ボイヤーD・グロートL・ブロックC・フラッドM・シャノン |
| 4                        | 右                       | M・マントル              | 両                       | M・ストットルマイヤーE・ハワードJ・ペピトーンB・リチャードソンC・ボイヤーP・リンツT・トレッシュR・マリスM・マントル | 4                          | 三                         | K・ボイヤー                | 右                         | B・ギブソンT・マッカーバーB・ホワイトD・マックスビルK・ボイヤーD・グロートL・ブロックC・フラッドM・シャノン |
| 5                        | 捕                       | E・ハワード              | 右                       | M・ストットルマイヤーE・ハワードJ・ペピトーンB・リチャードソンC・ボイヤーP・リンツT・トレッシュR・マリスM・マントル | 5                          | 遊                         | D・グロート                | 右                         | B・ギブソンT・マッカーバーB・ホワイトD・マックスビルK・ボイヤーD・グロートL・ブロックC・フラッドM・シャノン |
| 6                        | 一                       | J・ペピトーン            | 左                       | M・ストットルマイヤーE・ハワードJ・ペピトーンB・リチャードソンC・ボイヤーP・リンツT・トレッシュR・マリスM・マントル | 6                          | 捕                         | T・マッカーバー            | 左                         | B・ギブソンT・マッカーバーB・ホワイトD・マックスビルK・ボイヤーD・グロートL・ブロックC・フラッドM・シャノン |
| 7                        | 左                       | T・トレッシュ            | 両                       | M・ストットルマイヤーE・ハワードJ・ペピトーンB・リチャードソンC・ボイヤーP・リンツT・トレッシュR・マリスM・マントル | 7                          | 右                         | M・シャノン                | 右                         | B・ギブソンT・マッカーバーB・ホワイトD・マックスビルK・ボイヤーD・グロートL・ブロックC・フラッドM・シャノン |
| 8                        | 三                       | C・ボイヤー              | 右                       | M・ストットルマイヤーE・ハワードJ・ペピトーンB・リチャードソンC・ボイヤーP・リンツT・トレッシュR・マリスM・マントル | 8                          | 二                         | D・マックスビル            | 右                         | B・ギブソンT・マッカーバーB・ホワイトD・マックスビルK・ボイヤーD・グロートL・ブロックC・フラッドM・シャノン |
| 9                        | 投                       | M・ストットルマイヤー    | 右                       | M・ストットルマイヤーE・ハワードJ・ペピトーンB・リチャードソンC・ボイヤーP・リンツT・トレッシュR・マリスM・マントル | 9                          | 投                         | B・ギブソン                | 右                         | B・ギブソンT・マッカーバーB・ホワイトD・マックスビルK・ボイヤーD・グロートL・ブロックC・フラッドM・シャノン |
| 先発投手                 | 先発投手                 | 先発投手                 | 投球                     | M・ストットルマイヤーE・ハワードJ・ペピトーンB・リチャードソンC・ボイヤーP・リンツT・トレッシュR・マリスM・マントル | 先発投手                   | 先発投手                   | 先発投手                   | 投球                       | B・ギブソンT・マッカーバーB・ホワイトD・マックスビルK・ボイヤーD・グロートL・ブロックC・フラッドM・シャノン |
| M・ストットルマイヤー    | M・ストットルマイヤー    | M・ストットルマイヤー    | 右                       | M・ストットルマイヤーE・ハワードJ・ペピトーンB・リチャードソンC・ボイヤーP・リンツT・トレッシュR・マリスM・マントル | B・ギブソン                | B・ギブソン                | B・ギブソン                | 右                         | B・ギブソンT・マッカーバーB・ホワイトD・マックスビルK・ボイヤーD・グロートL・ブロックC・フラッドM・シャノン |

ボブ・ギブソンとメル・ストットルマイヤーの投げ合いは、第2戦と第5戦に続き今シリーズ3度目。4回にカージナルスが4つの悪送球（失策は1つ）も絡んで3点を奪い、ストットルマイヤーを降板に追い込む。さらに5回にも3点を奪い突き放した。ギブソンは9回に2本塁打を浴びたが、後続を断ち完投勝利。カージナルスがヤンキースを下して優勝した。

## 後日談
シリーズ終了後、カージナルスの監督ジョニー・キーンは辞任、ヤンキースの監督ヨギ・ベラは解任され、コーチ兼選手としてかつての恩師ケーシー・ステンゲルが監督を務めるメッツに移籍した。ヤンキースの後任監督には、数日前にヤンキースを倒したカージナルスの監督だったキーンが就任した。キーンはオーナーのオーガスト・ブッシュと対立しており、結果を問わずその年限りで辞任することをシーズン終盤から決意していた。選手たちがシャンパンファイトに夢中になっている間に、祝福と再契約交渉に訪れたオーナーに、9月末付で書かれていた辞表を提出した。一方のヤンキースは、新人監督ながらリーグ優勝を果たしたベラの指揮能力に疑問を抱き、キーンのそういった経緯も知って早くから後任監督候補の最有力候補にリストアップしていた。キーンがカージナルス監督を辞任した以上、ヤンキースにしてみれば、モタモタしているとキーンを他球団にさらわれる危険性があったためベラをすぐに解任し、キーンを監督に据えた。